# Himne de Suïssa
El Salm Suís o Càntic Suís (en alemany Schweizerpsalm; en francès Cantique suisse; en italià Salmo Svizzero; en romanx Psalm svizzer) és l'himne nacional de Suïssa.
La història de l'actual himne nacional suís data de 1841, quan l'himne va ser compost pel monjo cistercenc de l'abadia de Wettingen Alberich Zwyssig (1808-1854). Des de llavors l'himne va ser cantat sovint en esdeveniments nacionals. En 1961 va ser admès provisionalment, fins que va ser declarat himne oficial de la Confederació l'1 d'abril de 1981.

## Modificació
A partir del 30 de març de 2015, els ciutadans de Suïssa van poder triar un nou himne nacional per al seu país en una votació organitzada en Internet.
D'un total de 208 propostes inicials sis foren sotmeses a la consulta online per determinar fins al 15 de maig les tres millors.
Després, aquestes tres propostes van seguir en la votació a Internet fins al 6 de setembre, abans d'una gala a la televisió pública suïssa el 12 de setembre en la qual els teleespectadors van poder votar una vegada més via telèfon i missatges de text.
El tema més votat fou presentat al Govern federal helvètic per a la seva consideració com a nou himne nacional de Suïssa.